# Moosbauerbach
Der Moosbauerbach, auch Färbermüllerbach, ist ein Bach in der Gemeinde Aigen-Schlägl in Oberösterreich. Er ist ein Zufluss der Großen Mühl.

## Geographie

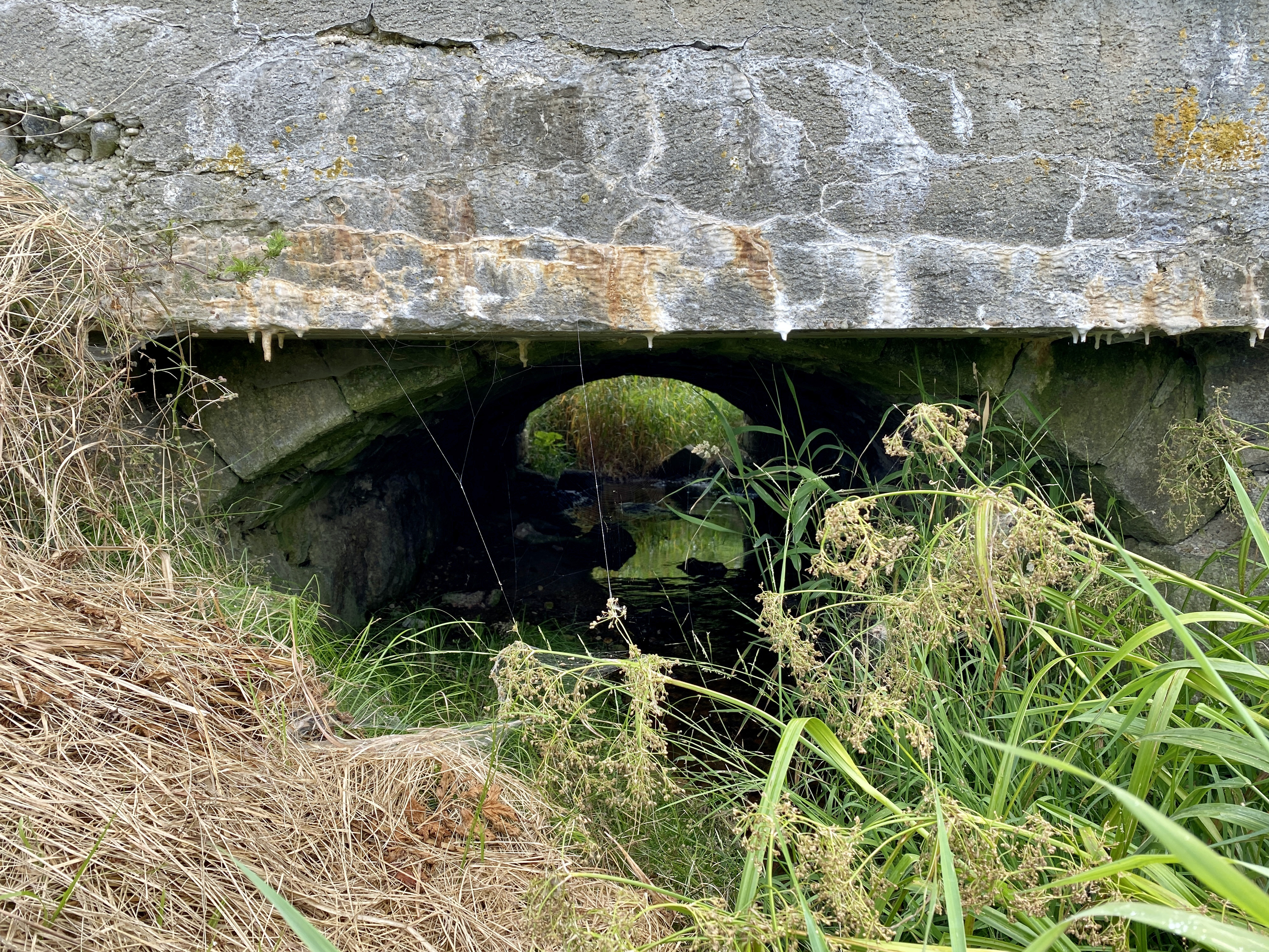
Unter einer Brücke über den Moosbauerbach

Der Bach entspringt im Waldgebiet des Böhmerwalds auf einer Höhe von 735 m ü. A. Er weist eine Länge von 2,24 km auf. Er verläuft Richtung Südwesten und fließt nach der Waldgrenze durch mehrere kleine Teiche. Der Moosbauerbach mündet unweit des Weilers Bruckhäuseln auf einer Höhe von 545 m ü. A. linksseitig in die Große Mühl. In seinem 1,47 km² großen Einzugsgebiet liegen der Einzelhof Moosbauer und Teile des Dorfs Rudolfing.

## Umwelt
Der Moosbauerbach ist Teil der 22.302 Hektar großen Important Bird Area Böhmerwald und Mühltal. Sein oberer Abschnitt gehört zum 9.350 Hektar großen Europaschutzgebiet Böhmerwald-Mühltäler.